# Portrait de la princesse Maria Cristina
Le Portrait de la princesse Maria Cristina est une peinture à l'huile sur toile réalisée par la peintre française Elisabeth Vigée Le Brun, après 1790, et conservée au Musée National de Capodimonte, à Naples.

## Histoire et description
La peinture a été commandée par Ferdinand Ier des Deux-Siciles et Marie-Caroline de Habsbourg-Lorraine, qui décident de confier à l'artiste, échappée de Paris après la Révolution française en 1789, et ayant fui à Naples, les portraits de leurs quatre enfants. La toile est exposée dans la salle 51 du Musée national de Capodimonte, dans les Appartements Royaux du palais royal de Capodimonte.
Le portrait de la princesse Maria Cristina est figuré dans une atmosphère légère et détendue, en dépit de l'instabilité politique de la fin du XVIIIe siècle : la princesse se présente avec des cheveux au naturel, retenus dans un ruban rouge, vêtue d'une robe simple et modeste, entourée à la taille par un ruban rouge, dans une pose campagnarde, en train de cueillir des roses. Cela donne à la peinture un ton léger et rafraîchissant, évitant le formalisme typique de la cour de Naples.